# 墨田区立両国中学校
墨田区立両国中学校（すみだくりつ りょうごくちゅうがっこう）は、東京都墨田区横網一丁目に所在する区立中学校。

## 概要
1947年（昭和22年）に開校。通称は「両中」。全校生徒数658名（1年224名・2年219名・3年217名、2015年度）。両国国技館や相撲部屋が周辺に所在する事から、以前は角界関係者の子弟が数多く在学している事で知られていた。日本大学第一中学校・高等学校と隣接している。なお、開校以前は、1923年（大正12年）、関東大震災時、火災旋風で3万8千人が死亡した陸軍本所被服廠跡地の一部であった。

## 交通
- JR総武線・都営地下鉄大江戸線 両国駅から約五分

## 部活動
- 野球部
- 男女硬式テニス部
- 陸上部
- 男女バスケットボール部
- 卓球部
- 剣道部(2014年度新設)
- 水泳部
- 男女バレーボール部
- 吹奏楽部
- 演劇部
- コンピューター部
- アート部
- 書道部
- 理科部
- 文芸部
- 百人一首部
- ボランティア部(2015年度新設)

※柔道部は異動に伴い剣道部に変更された。

## 著名な卒業生
- 藤ノ川武雄（大相撲伊勢ノ海部屋元力士、のち年寄伊勢ノ海。3年次に転入）
- 北の湖敏満（日本相撲協会元理事長、大相撲三保ヶ関部屋元力士、第55代横綱。1年次途中に転入）
- 6代目三遊亭円楽（落語家）
- 玉海力剛（格闘家、大相撲片男波部屋元力士）
- 天龍源一郎（プロレスラー、大相撲二所ノ関部屋元力士）
- 6代目五街道雲助（落語家、人間国宝）
- 林家時蔵（落語家）
- 小梅美ゆ紀（音曲師、元落語芸術協会所属）
- とみさわ昭仁（ゲームデザイナー）
- 高橋健介（俳優）
- 寺尾常史（大相撲井筒部屋元力士、のち年寄錣山）
- 風間俊介（俳優）
- 横田葵子 (オリンピック選手)